# Christopher Isham
Christopher Isham ( /ˈ aɪ ʃ ə m / ; né le 28 avril 1944)  généralement cité comme Chris J. Isham, est un physicien théoricien à l'Imperial College de Londres.

## Recherches
Les principaux intérêts de recherche d'Isham sont la gravité quantique et les études fondamentales en théorie quantique. Il est l'inventeur d'une approche de la logique quantique temporelle appelée le formalisme HPO et travaille sur la gravitation quantique à boucles et la géométrodynamique quantique. Avec d'autres physiciens, tels que John Baez, Isham est connu comme un partisan de l'utilité de la théorie des catégories en physique théorique. Après 1997, il travaille sur une nouvelle approche de la théorie quantique basée sur la théorie des topos.
Isham est apparu dans plusieurs programmes de télévision NOVA ainsi que dans un film sur Stephen Hawking. Le physicien Paul Davies décrit Isham comme "le plus grand expert britannique en gravitation quantique" . En tant que chrétien pratiquant, Isham a également écrit sur les relations entre la philosophie, la théologie et la physique.
En 2011, il obtient la médaille Dirac pour ses travaux sur la gravité quantique .